# エメットの法則
エメットの法則（エメットのほうそく）とは、「仕事を先延ばしにすることは、片付けることよりも倍の時間とエネルギーを要する」というリタ・エメットの提示した法則。
エメットは著書『The Procrastinator's Handbook: Mastering the Art of Doing It Now』日本語版=『いま、やろうと思っていたのに…』（光文社刊）でこの法則を説き、愚図な人間に警鐘を鳴らしている。